# Bailliage d'Aarwangen
Risque de confusion avec le bailliage d'Aarwangen (allemand : Oberamt Aarwangen), nom du district d'Aarwangen jusqu'en 1831
?–1432
Entités suivantes :
- Bailliage d'Aarwangen

1432–1798
Entités précédentes :
- Seigneurie d'Aarwangen

Entités suivantes :
- District d'Aarwangen

La seigneurie d'Aarwangen est une seigneurie situé dans l'actuel canton de Berne. D'abord propriété des chevaliers d'Aarwangen, elle passe ensuite aux seigneurs de Grünenberg. Elle est ensuite vendue à la ville de Berne en 1432 et devient le bailliage d'Aarwangen ((de) Landvogtei Aarwangen) jusqu'en 1798. La seigneurie de Grünenberg est progressivement annexée au bailliage au XVe siècle, qui s'aggrandit encore au XVIe siècle.

## Histoire

Carte des bailliages bernois au XVIIIe siècle.

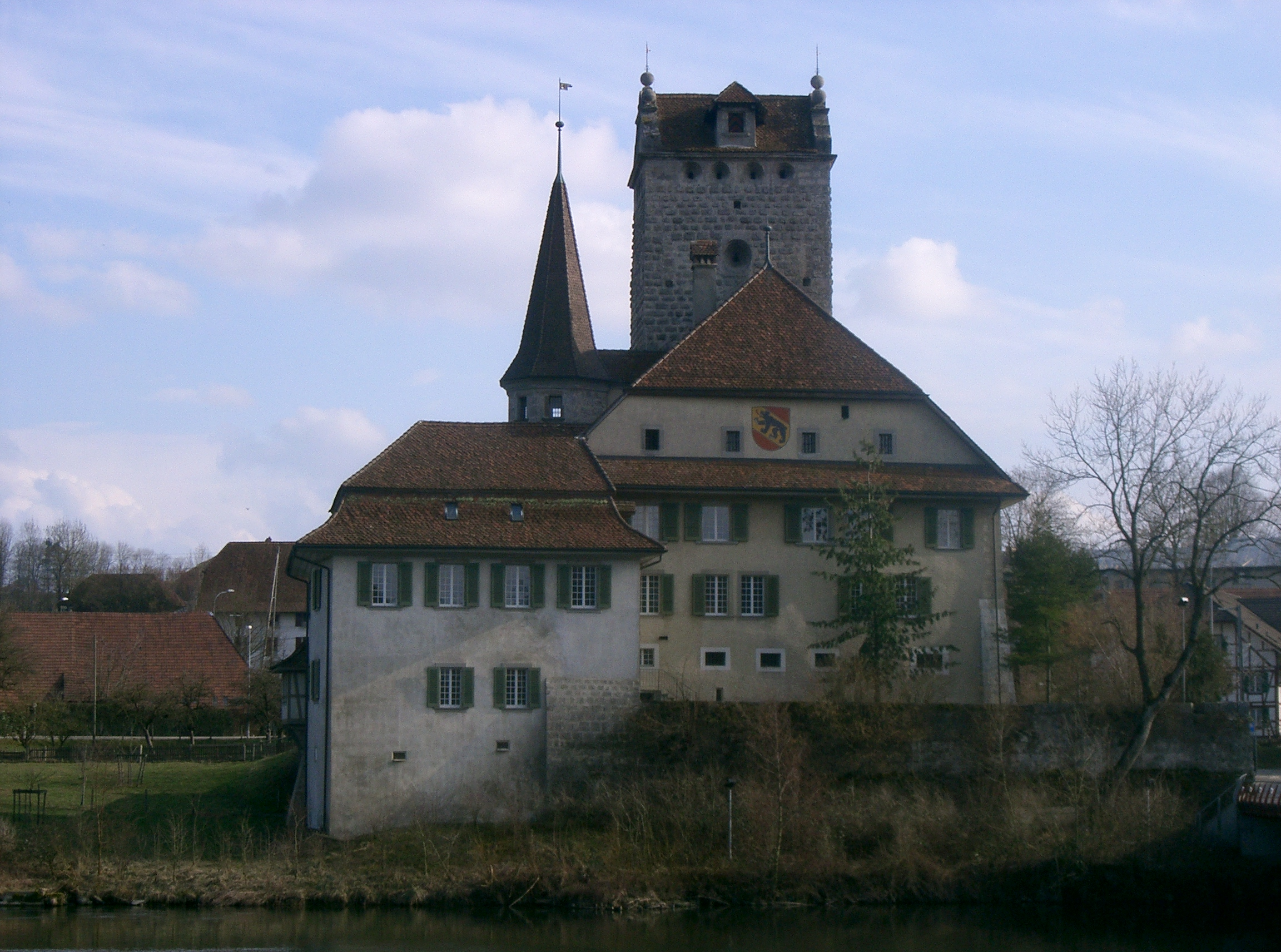
Le château d'Aarwangen, siège du bailliage.

La seigneurie est d'abord composée d'Aarwangen, puis les seigneurs achètent Bannwil, Berken et Zielebach, ainsi que des biens à Madiswil, Ursenbach et Utzenstorf.
Le territoire dépend à l'origine de la juridiction de Murgeten dans le landgraviat de Bourgogne (de), sauf Bannwil qui se trouve dans le landgraviat du Buchsgau. Berne supprime la juridiction de Murgeten peu de temps après avoir acquis le landgraviat de Bourgogne pour des raisons pratiques.
La seigneurie puis le bailliage d'Aarwangen dépend ensuite du bailliage de Wangen pour la haute justice jusqu'au XVIe siècle.
En 1432, Berne achète la seigneurie à Wilhelm von Grünenberg pour 8 400 florins du Rhin. Elle n'est composée à ce moment que d'Aarwangen, Bannwil, Graben, Berken et de la moitié de Bleienbach. Selon les sources, Gondiswil aurait déjà été partiellement achetée en 1432, ou au contraire serait restée entièrement aux mains des Grünenberg. Zielebach est également achetée.
Wilhelm von Grünenberg et les héritiers de Johann des Grimmen conservent Melchnau, Gondiswil (partiellement ou non) et Madiswil, tandis que les héritiers de Johann des Grimmen possèdent seuls l'autre moitié de Bleienbach.
En 1456 éclate un conflit entre les baillis d'Aarwangen et de Wangen à propos de leurs compétences respectives.
Hans Rudolf von Luternau, époux de la petite-fille de Johann des Grimmen, vend les droits de sa branche à Berne pour 3 000 florins du Rhin en 1480.
Les basses justices de Melchnau et Madiswil dépendent du bailliage, après leur acquisition par Berne en partie en 1444 et le reste en 1480,.
En 1514, Zielebach passe au bailliage de Landshut.
En 1528, Berne s'empare de la juridiction de Thunstetten et la confie au bailli d'Aarwangen. En 1720, Jérome d'Erlach achète la seigneurie d'Inkwil et la cède l'année suivante à la ville de Berne contre la juridiction de Thunstetten, à laquelle est soustraite la juridiction de Bützberg. La juridiction de Bützberg absorbe la seigneurie d'Inkwil et dépend toujours du bailli d'Aarwangen, néanmoins la haute justice sur Inkwil continue d'être exercée par le bailli de Wangen,,,.
En 1798, le château d'Aarwangen est devasté par la population. Le bailliage est remplacé par le district d'Aarwangen (appelé district de Langenthal en 1798-1803). Les limites du district sont différentes de celles du bailliage. Par exemple, les communes de Langenthal, Lotzwil, Rohrbach et Ursenbach passent du bailliage de Wangen au district d'Aarwangen.

## Baillis
Les baillis sont les suivants :
- 1456 : Urban von Muleren[16] ;
- 1473 : Rudolf von Speichingen[17] ;
- 1504 : Bendicht von Wingarten[18] ;
- 1506 : Urban Baumgartner[19] ;
- 1597-1603 : Adrian Knecht[20] ;
- 1603-1609 : Niklaus von Mülinen[21] ;
- 1630-1636 : Abraham von Werdt[22] ;
- 1659-1665 : Johann Anton Kirchberger[23] ;
- 1677-1683 : Johann Friedrich Willading[24] ;
- 1689-1695 : Franz Ludwig Lerber[25] ;
- 1701-1707 : Hieronymus Thormann[26] ;
- 1731-1736 : Franz Ludwig Schöni[27] ;
- 1750-1756 : Karl Wurstemberger[28] ;
- 1795-1798 : Sigmund Emanuel Hartmann[29].

### Article
- (de) Paul Kasser, « Geschichte des Amtes und des Schlosses Aarwangen », Archiv des Historischen Vereins des Kantons Bern, vol. 19,‎ 1908-1909, p. 57-111 (lire en ligne, consulté le 20 mars 2022)